# Napoleon III.
Charles Louis Napoleon Bonaparte (česky Karel Ludvík Napoleon Bonaparte, 20. dubna 1808 Paříž – 9. ledna 1873 Londýn), zvaný Ludvík Napoleon, jinak též Napoleon III., byl synem Ludvíka Bonaparta a jeho manželky, královny Hortense de Beauharnais. Jeho otec vládl Holandskému království, které existovalo po určitou dobu z vůle Napoleona I. Bonaparta. Stal se prvním prezidentem Francie (s titulem princ-prezident) a posléze se prohlásil za francouzského císaře. Jeho vláda byla svržena poté, co byl zajat v prusko-francouzské válce během bitvy u Sedanu.

## Mládí
Po definitivním pádu prvního Francouzského císařství se přívrženci Napoleona I. Bonaparta rozprchli na všechny strany. Královna Hortense de Beauharnais a její syn se odebrali do vyhnanství nejprve do Ženevy, potom do Augsburgu, kde její syn navštěvoval gymnázium, a konečně na zámek Arenenberg ve Švýcarsku, kde se pravidelně zdržovali. Když roku 1831 vypuklo v Romagni povstání proti papežovu světskému panství, Ludvík Napoleon se ho účastnil se svým starším bratrem, který při tomto pokusu zemřel na spalničky. Povstání bylo potlačeno zakročením rakouského vojska a princ Ludvík Napoleon se jen po mnohém dobrodružství zachránil ve Švýcarsku. Zde se po několik let choval tiše, obíraje se vojenskými a politickými studii, jejichž výsledkem byly spisy Considérations politiques et militaires sur la Suisse („Politické a vojensko-teoretické úvahy o Švýcarsku“) a Manuel sur l'artillerie („Příručka o dělostřelectvu“).

## Hlava rodu Bonapartů
Důležitý obrat v jeho životě nastal, když roku 1832 zemřel Napoleon II., syn císaře Napoleona I. a vévoda zákupský, a on se po jeho smrti stal hlavou rodu Bonapartů. Tehdy vydal spis Rêveries politiques („Politické sny“), v němž císařskou vládu prohlásil za ideál státního zřízení. Nemoha se dočkati podvrácení panství Orleánského ve Francii, zosnoval roku 1836 štrasburské spiknutí, které se však nezdařilo a on sám byl zajat, ale z milosti krále Ludvíka Filipa byl pouze vypovězen do Ameriky. Když se doslechl o matčině nemoci, vrátil se do Evropy a po její smrti dne 3. října 1837 se zdržoval na zámku Arenenberg, až vláda francouzská požádala o jeho vyhoštění. Aby ušetřil pohostinnému Švýcarsku pokoření nebo porážku, rozhodl se, že je dobrovolně opustí.

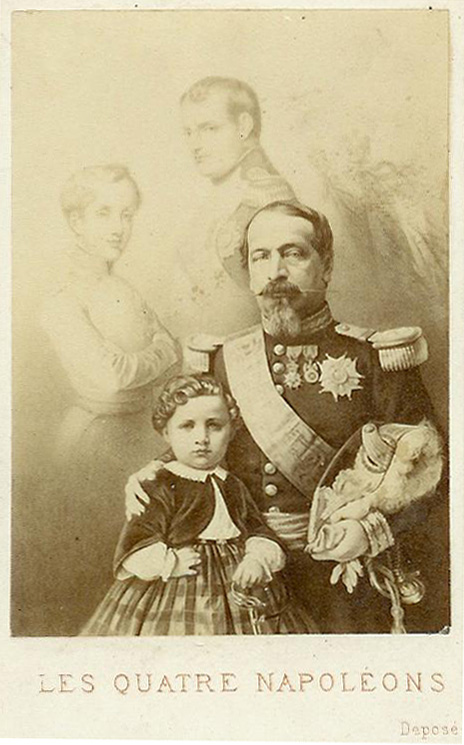
Čtyři Napoleonové. Navrchu: Napoleon I. a Napoleon II., král římský. Dole: Napoleon III. a princ Louis Napoléon Bonaparte, zvaný Napoleon IV.

Ludvík Napoleon se odebral do Spojeného království a vydal tam roku 1839 spis Idées Napoléoniennes („Napoleonské ideje“), v němž rozvedl své politické názory. Když král Ludvík Filip pokládal své panství za upevněné, požádal Napoleon anglickou vládu o vydání ostatků Napoleona I.; anglická vláda ochotně vyhověla této žádosti, když se mohla zbavit slušným způsobem této nemilé vzpomínky. Pod jménem princ z Joinville se Napoleon vypravil na ostrov Svaté Heleny, aby přivezl do Francie tělo Napoleona I., aby podle vůle jeho mohlo býti pohřbeno na březích Seiny uprostřed národa francouzského.
Oživením napoleonských tradic byl Ludvík Napoleon uveden v blud, že jsou Francouzi přesycení orleánskou vládou a že celá Francie očekává jeho příchod, aby ji mohla ze sebe svrhnout. Některé kroky zahraniční diplomacie si vykládal za její souhlas, ale většinou nebyly ničím jiným než prostředkem, aby způsobily francouzské vládě nesnáze a odvrátily její pozornost od jiných otázek (např. záležitostí oblastí na východ od Evropy). Proto si Ludvík Napoleon najal loď, přistál se svými věrnými 6. srpna 1840 u francouzského břehu poblíž Boulogne-sur-Mer a pokusil se města překvapením zmocnit. Když se však nikdo nehýbal, dal se na útěk, byl však zajat a jako vězeň přiveden do Paříže.
Komora pairů ho odsoudila 6. října 1840 k doživotnímu vězení v pevnosti v Hamu v departementu Somme. Před soudem nepůsobil jako obžalovaný, nýbrž jako obhájce národní svrchovanosti a jako zákonný dědic císaře Napoleona I. Největší trest, který ho stihl, byl, že se stal v očích francouzské veřejnosti směšným. V Hamu strávil šest let svého života v mírné vazbě, kterou s ním sdílel jeho spoluviník a lékař Henri Conneau.

### Útěk z Hamu
Francie, která na něho zapomněla, počala si ho opět všímat, když se mu podařilo 25. května 1846 v oděvu malíře Pingueta společně s Conneauem oklamat stráže a uprchnout z vězení v Hamu. Opět se odebral do Anglie, která mu ochotně poskytla přístřeší. Přes všechny nehody nepozbyl víry, že je Prozřetelností vyvolen k velikým věcem. Sotva uslyšel v Londýně, že ve Francii vypukla revoluce, která podvrátila trůn Bourbonům, ihned spěchal do Paříže, aby vlastníma očima pozoroval rozvoj událostí.
Prozatímní vláda mu dala pokyn, aby bez prodlení opustil Paříž. Uposlechl ji bez odporu, ale v Paříži zůstali jeho přátelé, kteří opatrně, ale účinně pracovali v jeho prospěch. Při volbách do Ústavodárného sněmu byl zvolen za poslance. Při verifikaci voleb se prozatímní vláda snažila, aby jeho volba byla zrušena, ale sněm ji velikou většinou uznal za platnou. Ludvík Napoleon však nechtěl proti sobě popudit prozatímní vládu, a proto se zřekl mandátu. Tímto opatrným jednáním získal na svou stranu zámožné třídy, které si přály pokoj a pořádek, i dělnické, které chtěly míti výdělek, což bylo při slabosti mnohočlenné a nesvorné vlády dohromady nemožné. Po zrušení národních dílen vypuklo v Paříži povstání, které bylo po velkém krveprolití a s vypětím všech vojenských sil udušeno. Tato bouře připravila vládu premiéra Louise-Eugèna Cavaignaca o přízeň lidu. Při doplňovacích volbách nebyl zvolen ani jediný vládní kandidát, zato Ludvík Napoleon byl zvolen za poslance ve čtyřech departementech.

## Prezident Francie
Po třetí francouzské revoluci v únoru 1848 byla francouzská monarchie destabilizovaná. 20. prosince 1848 byl Ludvík Napoleon zvolen prezidentem krátkodobé druhé Francouzské republiky, která trvala pouze do 2. prosince 1852.

## Císař Francouzů

### Proklamace císařem a první léta vládnutí
2. prosince 1852 svrhl Ludvík Napoleon druhou Francouzskou republiku. Uchopil veškerou moc a nechal se proklamovat císařem Francouzů pod jménem Napoleon III. Vzniklo tak druhé francouzské císařství, kterému Napoleon III. panoval po celou dobu jeho existence až do roku 1870. Situace s číslovkou za jeho panovnickým jménem se podobá případu krále Ludvíka XVIII. Napoleon III. nastoupil jako následník svého bratrance Napoleona II., který nikdy nepanoval.
Zpočátku panoval Napoleon III. téměř jako diktátor. Již od roku 1852 začali být političtí vězni a zločinci přepravováni na známý Ďábelský ostrov nebo v mírnějších případech do Nové Kaledonie. Dne 28. dubna 1855 byl na Napoleona III. spáchán atentát, který však císař přežil.

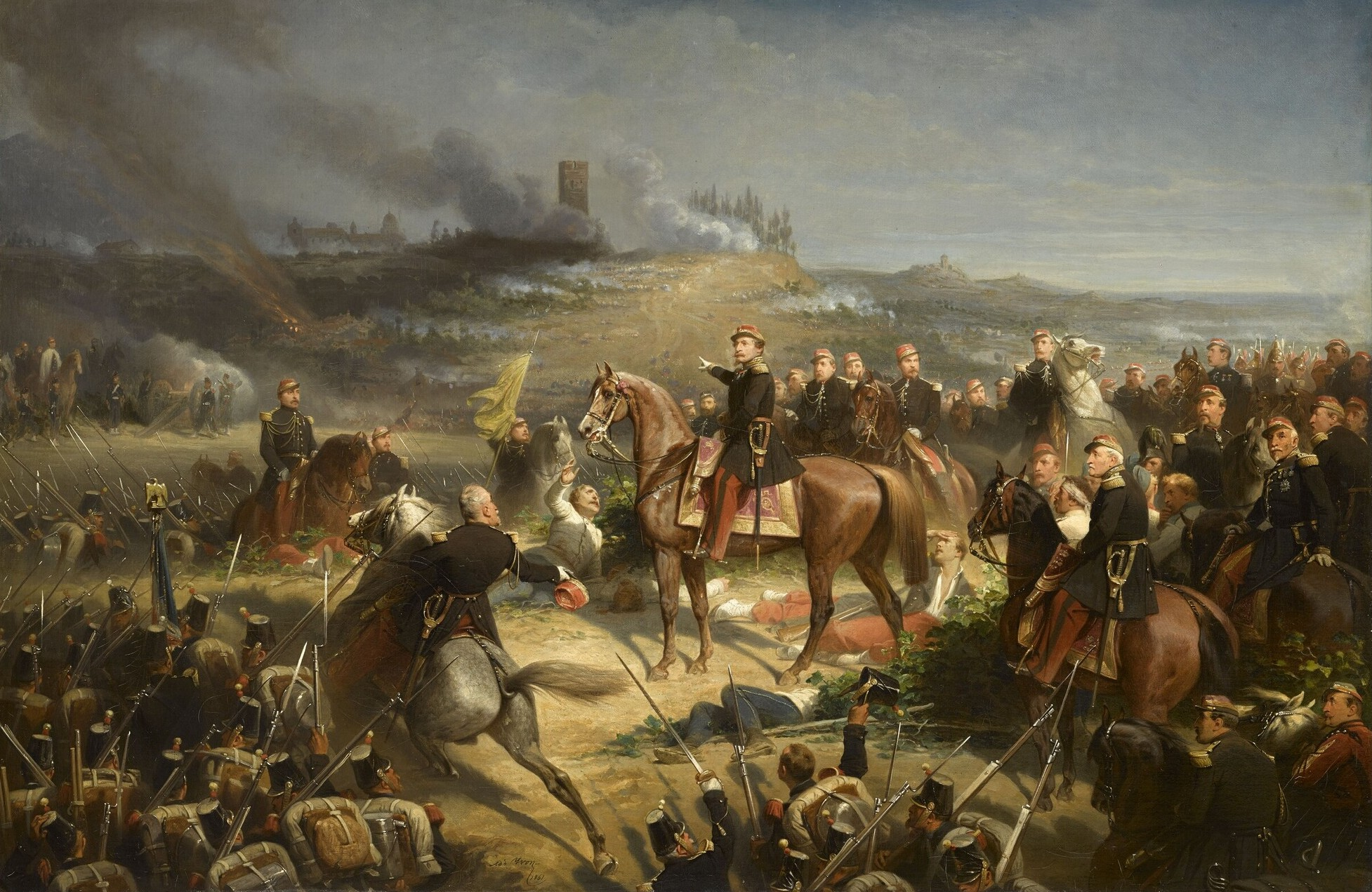
Napoleon III. v bitvě u Solferina

### Války v zahraničí
Napoleonův útok na Rusko s požadavky na vliv v Osmanské říši vedly k úspěšné účasti Francie v krymské válce (březen 1854 – březen 1856). V roce 1858 schválil Napoleon III. vyslání námořní expedice s cílem potrestat Vietnam a přinutit vietnamský císařský dvůr přijmout přítomnost Francouzů v zemi. 14. ledna 1858 Napoleon unikl dalšímu pokusu o atentát. V květnu až červenci 1859 byl francouzský zásah příčinou porážky Rakouska v Itálii (bitva u Solferina). Zásah do Mexika (leden 1862 – březen 1867) však skončil porážkou a popravou mexického císaře Maxmiliána I. Habsbursko-Lotrinského, Francií instalovaného a podporovaného. Vliv Francie dále ohrožovalo pruské drtivé vítězství nad Rakouskem v červnu–srpnu 1866.
Za vlády Napoleona III. se Francouzská koloniální říše rozrostla v Indočíně, v Alžírsku, v Senegalu a v Pacifiku. Velkou Británii podpořil v druhé opiové válce proti Číně.

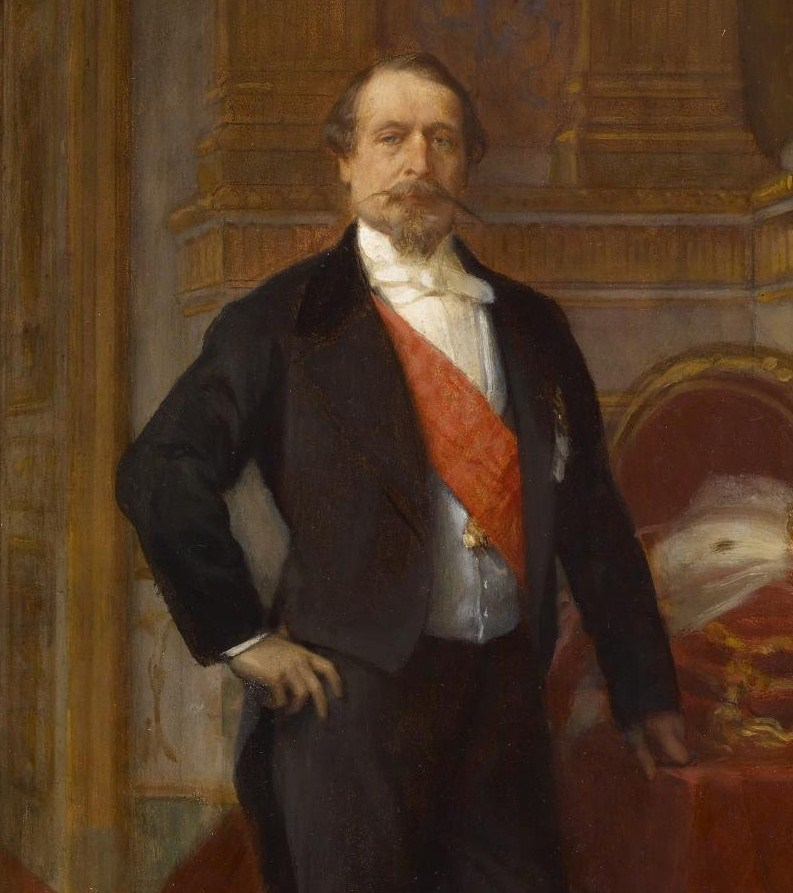
Císař Francouzů Napoleon III. na obraze Alexandra Cabanela (1865)

### Vnitřní politika
Důležitým počinem za vlády Napoleona III. byla přestavba Paříže. Motivem byla modernizace hlavního města, ale také snaha snížit schopnost revolucionářů vést v úzkých uličkách staré Paříže odpor proti vládě. Velké části města byly zbourány a staré spletité ulice byly nahrazeny mnoha širokými bulváry, což v případě potřeby umožňovalo použití děl i ve městě. Přestavba Paříže se uskutečnila pod vedením barona Haussmanna (1809–1891), pařížského prefekta v letech 1853–1870).
K zásluhám císaře Napoleona III. patří podpora a financování stavby Suezského kanálu (otevřen 17. listopadu 1869), realizované Ferdinandem Lessepsem, bratrancem císařovny Evženie (Lessepsova matka, Španělka, byla tetou Evženiiny matky Manuely de Montijo).
Napoleon III. inicioval také rozsáhlou výstavbu železniční sítě. Její podoba však byla velmi neefektivní, neboť všechny dráhy směřovaly do Paříže. Existovalo tedy spojení mezi Paříži a Lyonem, Caen a Marseilles, ale tato města navzájem spojena nebyla: tak například při cestě z Marseilles do Bordeaux bylo nutné jet přes Paříž. Tato skutečnost snižovala ekonomický přínos železnice. Také francouzská armáda byla podobně těžkopádně organizovaná a byla méně efektivní než mnohem rozumněji organizovaná armáda pruská.

### Francouzsko-pruská válka 1870 a konec císařství

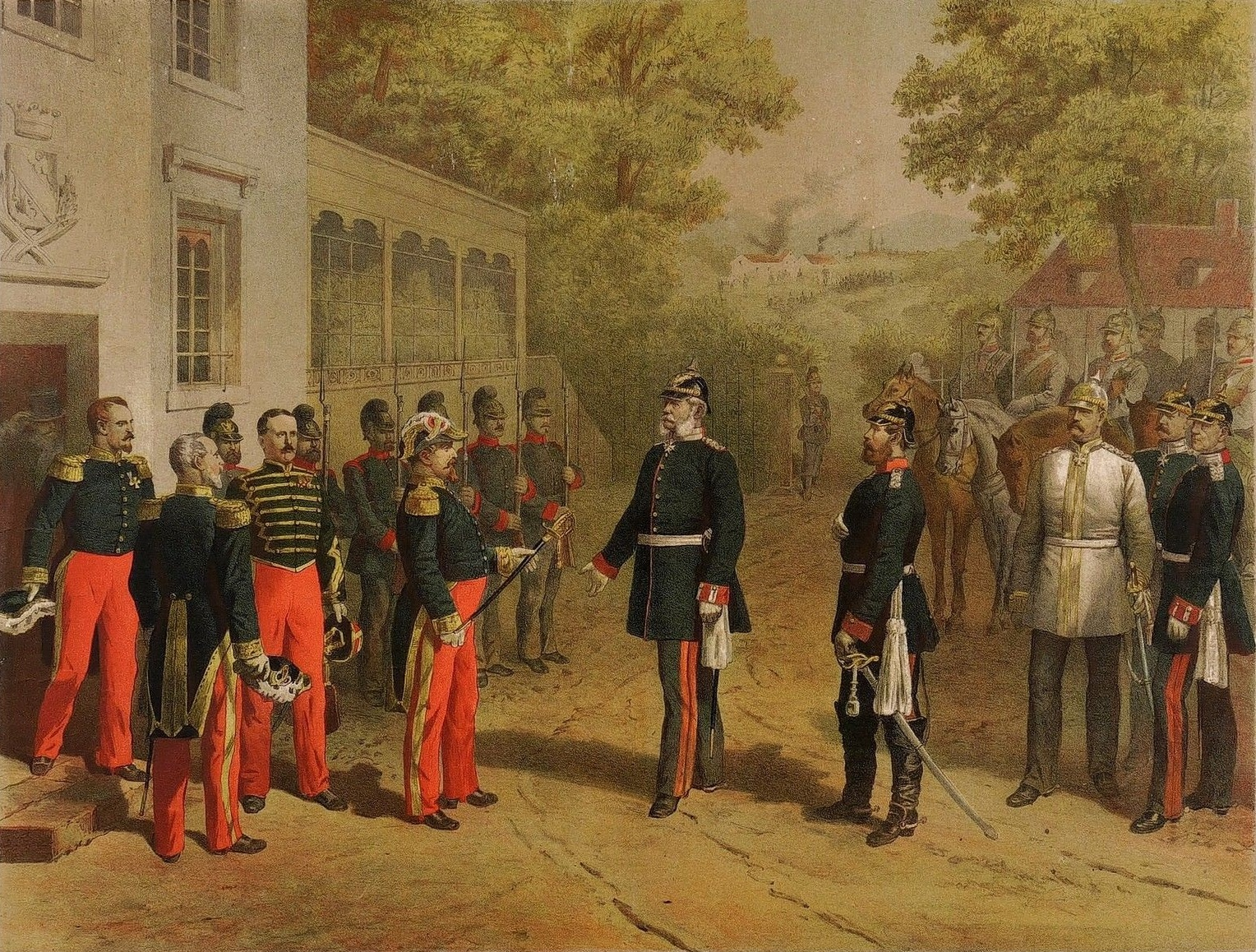
Napoleon III. kapituluje po bitvě u Sedanu

Doufaje, že dosáhne vojenské slávy podobně jako jeho strýc a přinucen k tomu diplomacií německého kancléře Otto von Bismarcka, rozpoutal Napoleon III. roku 1870 francouzsko-pruskou válku. Tato válka se ukázala pro Francii katastrofální. Vyhraná válka pomohla Německu sjednotit se a vytvořit Německé císařství. Zároveň také poskytla příležitost Itálii, která k sobě konečně připojila Řím a dokončila sjednocení. V bitvě u Sedanu byl císař zajat (2. září 1870) a sesazen o dva dny později v Paříži silami třetí Francouzské republiky.

## Soukromý život
Manželkou Napoleona III. byla císařovna Evženie, rozená de Montijo, která byla španělskou šlechtičnou se skotskými předky. Napoleon III. měl jednoho syna, Eugena Bonaparta. Vlivem císařovny Evženie a jejích častých pobytů v blízkosti její vlasti se velmi rozmohl lázeňský život v Biarritz na jihozápadním pobřeží Francie.
Napoleon III. zemřel v exilu v Anglii 9. ledna 1873 na sepsi v důsledku komplikací vyvolaných močovými kameny. Je pohřben v Císařské kryptě u opatství svatého Michaela ve Farnborough v hrabství Hampshire v Anglii.

## Tituly a oslovení
- 20. dubna 1808 – 9. července 1810: Jeho Císařská a Královská Výsost princ Ludvík-Napoleon Francouzský, holandský princ
- 20. dubna 1808 – 20. prosince 1848: Jeho Císařská Výsost princ Ludvík-Napoleon Francouzský
- 20. prosince 1848 – 2. prosince 1852: Jeho Císařská Výsost Ludvík-Napoleon Bonaparte, prince-President Francouzské republiky
- 2. prosince 1852 – 1. března 1871: Jeho Císařské Veličenstvo císař Francouzů
- 1. března 1871 – 9. ledna 1873: Jeho Císařské Veličenstvo Napoleon III.